# Lenten
Lenten is het fictieve dorp waar Hielke en Sietse Klinkhamer, de hoofdpersonen uit de boekenreeks De Kameleon wonen. Het dorp ligt in Friesland aan een meer. In het dorp zijn, behalve de normale ambachten, een zuivelfabriek (in het boek vaak boterfabriek genoemd) en een café, het paviljoen, gevestigd. De zuivelfabriek wordt later een meubelfabriek. Ook is er een polder, en een molen om deze polder droog te malen (De Woudaap).
Tegenover het dorp aan het meer ligt een ander dorp, Jonkersveen.
Er is geen echte plaats aan te wijzen waar de avonturen zich zouden kunnen afspelen. Hotze de Roos, de schrijver van de boekenreeks heeft gesteund op zijn herinneringen aan verschillende dorpen in Friesland en Noord-Holland. De molen De Woudaap is een echt bestaande molen en staat in het Noord-Hollandse Krommenie en hij heeft herinneringen uit zijn eigen jeugd op het Jisperveld en Het Zwet gebruikt. Toch is er een groep enthousiastelingen in Friesland geweest die het watersportdorp Terhorne hebben omgetoverd tot het Kameleondorp waar iedereen in de wereld van Hielke en Sietse Klinkhamer kan stappen.
Het dorp uit de Kameleonboeken krijgt voor het eerst een naam in deel 51 De Kameleon houdt stand! Uitgebracht in 1981. In dit deel vertelt schrijver H. de Roos over de rivaliteit tussen het dorp waar hoofdpersonen Hielke en Sietse wonen en het dorp ‘aan de overkant’, die de naam Jonkersveen krijgt –hoofdstuk 2- Lenten wordt pas genoemd in hoofdstuk 9 op blz. 107. In latere herdrukken worden de dorpsnamen al voor het 51e deel genoemd. Het dorp heeft zo'n 4000 inwoners.